# Dinastia Sonora
"Dinastia Sonora" o "Famiglia Sonora"  è il nome dato da alcuni storici ai presidenti messicani in carica dal 1920 al 1928. Essi erano tutti provenienti dallo stato federato settentrionale del Sonora. Durante il loro governo terminò ufficialmente la Rivoluzione messicana e furono poste le basi per la fondazione del Partito Rivoluzionario Istituzionale, avvenuta nel 1929, che avrebbe governato il Messico fino al 2000.
I presidenti della Dinastia Sonora erano:
- Adolfo de la Huerta, in carica ad interim nel 1920;
- Álvaro Obregón, in carica dal 1920 al 1924;
- Plutarco Elías Calles, in carica dal 1924 al 1928.

Obregón, Calles e de la Huerta furono i tre generali che nel 1920 si ribellarono contro il presidente Venustiano Carranza (Triumvirato di Sonora) stilando il Piano di Agua Prieta e dando inizio all'omonima ribellione militare in cui Carranza rimase assassinato. Obregón fu rieletto presidente nel 1928 ma soli 19 giorni dopo l'elezione fu assassinato da un cittadino cristero per ritorsione alle spietate campagne anticlericali del governo. Al suo posto subentrò ad interim Emilio Portes Gil. Lui e tutti gli altri presidenti succedutesi fino al 1934 appartengono al periodo chiamato "Maximato" e furono de facto burattini di Plutarco Elías Calles.
Calles fu poi esiliato nel 1936 dal presidente Lázaro Cárdenas del Río, anche lui militare, che intraprese una timida campagna di democratizzazione della politica messicana, anche se la Nazione rimase di fatto uno Stato autoritario.